# كريستين كريستنسن
كريستين كريستنسن (بالدنماركية: Kirsten Christensen)‏ هي خزافة ورسامة دنماركية، ولدت في 7 فبراير 1943 في كوبنهاغن في الدنمارك.